# Knut Kroon
Knut Kroon (Helsingborg, 19 giugno 1906 – 27 febbraio 1975) è stato un calciatore svedese, di ruolo attaccante.

## Carriera
Vinse cinque volte il campionato svedese (1929, 1930, 1933, 1934, 1941) e per una volta la Coppa di Svezia (1941).
È noto per essere stato l'autore della prima marcatura nella storia delle qualificazioni ai campionati mondiali di calcio, rete realizzata l'11 giugno 1933 contro l'Estonia e terminata 6-2 per gli svedesi.

## Palmarès

### Club

#### Competizioni nazionali
- Campionato svedese: 5

Helsingborg: 1928-1929, 1929-1930, 1932-1933, 1933-1934, 1940-1941
- Coppa di Svezia: 1

Helsingborg: 1940-1941